# Pleszanowo (obwód orenburski)
Pleszanowo (ros. Плешаново) – wieś (sieło) w Rosji, w obwodzie orenburskim, w rejonie krasnogwardiejskim. W 2010 liczyła 3486 mieszkańców.